# Вибухова мережа
Вибухова мережа (рос. взрывная сеть, англ. blasting circuit, нім. Zündleitung, Zündkreis) — сукупність засобів підривання і спеціальних з'єднуючих елементів (електродротів, детонуючого шнура тощо), які зв'язують засоби підривання між собою і з зовнішнім джерелом енергії. В залежності від способу висадження розрізняють електровисаджувальну вибухову мережу, електровогневу та мережу з детонуючого шнура.